# Кедон (посёлок)
Кедон — упразднённый посёлок Северо-Эвенского района Магаданской области. Исключен из учётных данных в 1994 году, как административная единица Омсукчанского района.

## География
Располагался на левом берегу реки Кустарной (Тик), в 6 км от её впадения в реку Кедон. В 2 км к северо-востоку от посёлка располагается озеро Бостон.

## История
В 1980-е гг. в посёлке Кедон была база оленеводческого совхоза «Буксунда» Омсукчанского района.

## Население[2]
| 1979 | 1984 |
| ---- | ---- |
| 128  | 115  |